# Kurzschwarza
Kurzschwarza ist eine Ortschaft und eine Katastralgemeinde der Gemeinde Schrems im Bezirk Gmünd in Niederösterreich mit 76 Einwohnern (Stand 1. Jänner 2024).

## Geografie
Das von der Waldviertler Straße durchquerte Dorf befindet sich westlich der Europäischen Hauptwasserscheide und wird seitlich vom Schwarzabach durchflossen, die den Ort von Langschwarza trennt. Am 1. April 2020 umfasste die Ortschaft 42 Adressen.
Im Süden der Katastralgemeinde befindet sich die Waldschenke, ein beliebtes Wirtshaus.

## Geschichte
Als Landbauern mit mittelmäßiger Bestiftung ernteten die Einwohner Korn, Hafer, Gerste, Erdäpfel und Flachs und trieben etwas Viehzucht, schrieb Schweickhardt über den Ort. Weiters erwähnte er beim Ort eine Mühle.
Im Jahr 1822 wurde der Ort als Dorf mit 25 Häusern genannt, das nach Langschwarza eingepfarrt war, wohin auch die Kinder eingeschult wurden. Die Herrschaft Kirchberg am Walde besaß die Ortsobrigkeit, übte die Landgerichtsbarkeit aus, besorgte die Konskription und hatte die Grundherrschaft inne.
Laut Adressbuch von Österreich waren im Jahr 1938 in Kurzschwarza ein Bäcker, ein Fleischer mit Gastwirtschaft, ein Gemischtwarenhändler, eine Mühle mit Sägewerk, ein Schmied und einige Landwirte ansässig.

## Siedlungsentwicklung
Zum Jahreswechsel 1979/1980 befanden sich in der Katastralgemeinde Kurzschwarza insgesamt 34 Bauflächen mit 18.569 m² und 30 Gärten auf 8.426 m², 1989/1990 waren es 36 Bauflächen. 1999/2000 war die Zahl der Bauflächen auf 118 angewachsen und 2009/2010 waren es 55 Gebäude auf 114 Bauflächen.

## Landwirtschaft
Die Katastralgemeinde ist landwirtschaftlich geprägt. 211 Hektar wurden zum Jahreswechsel 1979/1980 landwirtschaftlich genutzt und 112 Hektar waren forstwirtschaftlich geführte Waldflächen. 1999/2000 wurde auf 202 Hektar Landwirtschaft betrieben und 116 Hektar waren als forstwirtschaftlich genutzte Flächen ausgewiesen. Ende 2018 waren 195 Hektar als landwirtschaftliche Flächen genutzt und Forstwirtschaft wurde auf 120 Hektar betrieben. Die durchschnittliche Bodenklimazahl von Kurzschwarza beträgt 23,6 (Stand 2010).

## Sehenswertes

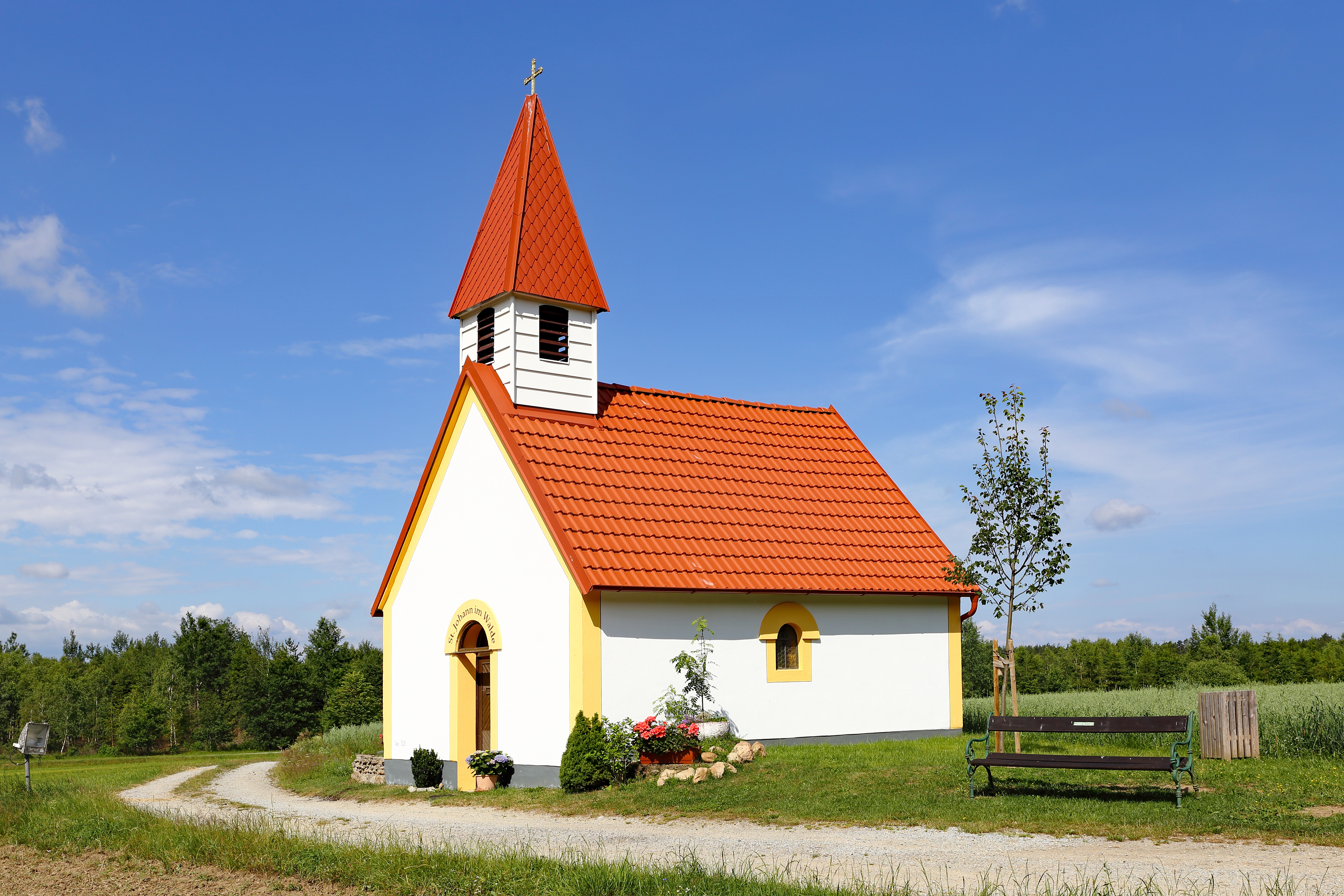
Kapelle St. Johann im Walde

Die Kapelle St. Johann im Walde wurde bereits 1561 urkundlich erwähnt. 1955 wurde die Kapelle durch einen gemauerten Zubau vergrößert und 1970 bekam sie einen Dachreiter samt Glocke, einer ehemaligen Schiffsglocke eines Frachtschiffes aus Hamburg. Die Kapelle wurde zuletzt im September 2023 restauriert.